# タルゴ230
タルゴ230（Talgo 230）は、スペインの鉄道車両メーカーであるタルゴ社が展開する客車のブランド名。長距離列車用に開発された連接式車両で、最高速度230 km/hで走行可能な性能を有し、ドイツやデンマークを始めとした世界各国への導入が行われている。

## ドイツ

### ドイツ鉄道

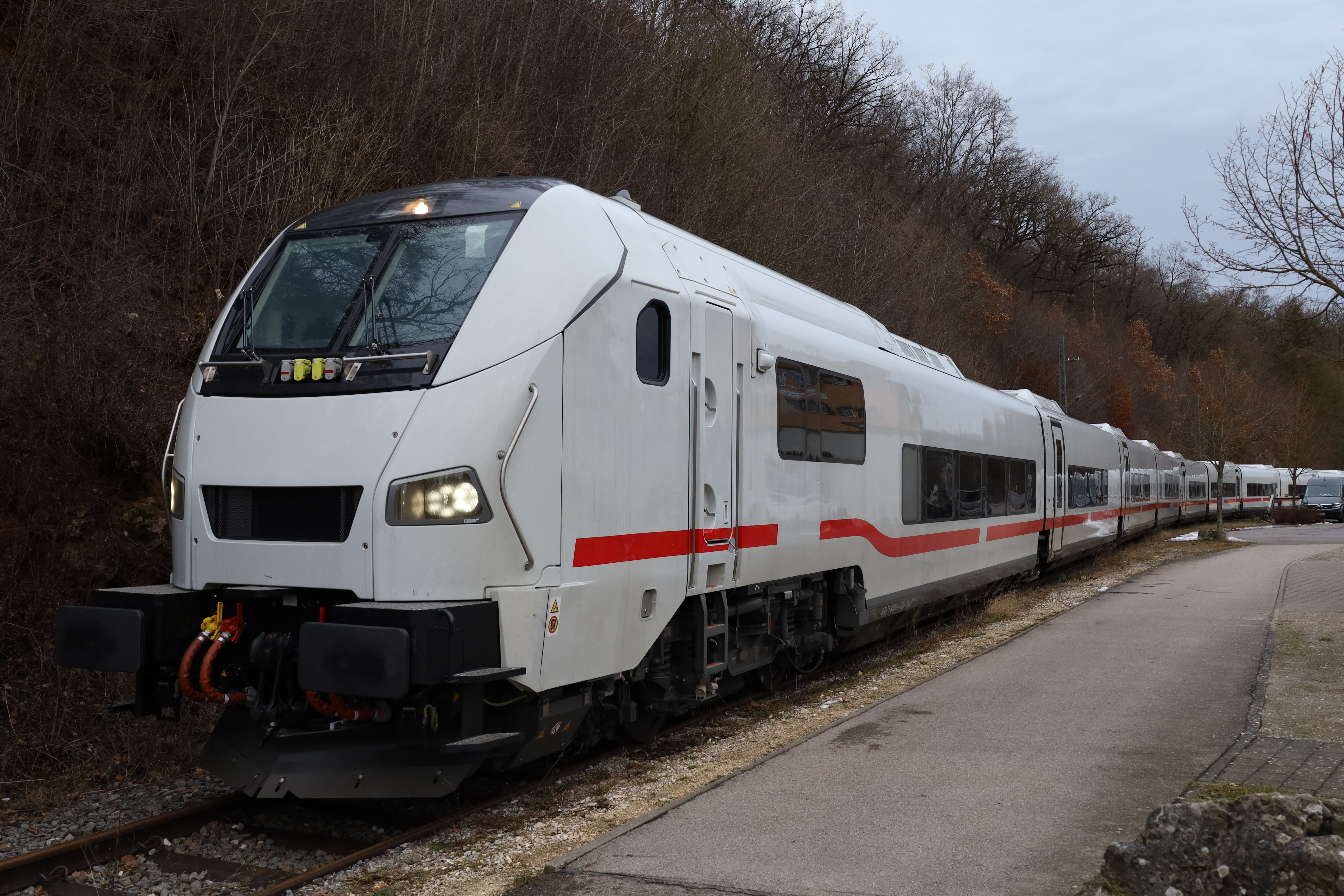
タルゴ230（ICE L）
（2023年撮影）

脱炭素化の流れを受けた列車の利便性向上を進めているドイツ鉄道は、主に在来線を走行する長距離列車向けの新型車両の入札を2010年代後半に実施し、2019年にタルゴ社が契約権を獲得した。これに基づき、同社はタルゴ230をドイツ向けに生産する事となり、同年に23編成、2023年に56編成が発注され、合計79編成の導入が予定されている。これらの列車は「低床（Low Floor）」の意味を含む「ICE L」という愛称が付けられており、段差なしで乗り降りする事が可能なバリアフリー仕様となっている。2024年10月以降、ベルリンとアムステルダムを結ぶ国際列車を皮切りに営業運転に投入される予定である。
また、これに合わせてタルゴ社は同社が開発した電気機関車のトラヴカ（Travca）の製造も予定しており、営業運転時にはタルゴ230（ICE L）に連結して使用される事になっている。

### フリックストレイン
ヨーロッパ各国で旅客列車を運営するオープン・アクセス・オペレーターであるフリックストレイン（Flixtrain）は、2025年5月にタルゴとの間に、確定分の30編成を含めた最大65編成分の「タルゴ230」を導入する契約を発表した。これはフリックストレインを含むドイツでの長距離列車の利用客増加への対応やサービス向上を目的とするもので、編成には制御客車が含まれる。牽引・推進する電気機関車については、シーメンスが展開するベクトロンが用いられる事になっている。

## デンマーク

### 概要
2020年、デンマーク国鉄はタルゴ社との間に、ドイツ方面の国際列車を始めた長距離列車向けの新型車両としてタルゴ230を導入する、最大5億ユーロ分の契約を交わした。設計最高速度は230 km/h、営業運転時の最高速度は200 km/hで、従来の車両よりも車体の幅が広くとられ、車内スペースの増大による快適性の向上が図られている他、タルゴ社独自の車体製造技術を用いる事によりエネルギー消費量の削減が実現している。また、車両を構成する部品の95 %はリサイクルが可能となっている。
最初に導入契約が結ばれたのは1次車・8編成分で、当初の予定では13両編成であったが、翌2021年4月に国際列車の更なる需要拡大を考慮した追加発注により編成両数が増大し、15両編成（定員492人）を組む事となった。これらの編成は制御客車が連結されていないため、前後に電気機関車のEB形（ベクトロン）を連結したプッシュプル列車として運用される事になっている。ドイツの工場で製造された最初の編成は2023年12月にデンマークへ納入され、2024年中の営業運転開始を予定しており、それまで使用されていたIC3形気動車を置き換える。
一方、2023年4月には2次車・8編成の追加発注が実施されたが、これらは運転台を備えた制御客車（styrevogn）が1両連結されており、機関車を含めた編成全体の重量削減や編成の柔軟性向上が図られる。こちらは2026年以降の納入が予定されている。また、同時に8両分の制御客車の製造契約も結ばれており、先に導入される1次車・8編成への連結が計画されている。
また、これらのデンマーク国鉄向けのタルゴ230には「EC形」という形式名が付けられている。

### 編成

#### 1次車（登場時）
| 形式       | 形式         | Bpd                  | Apt                | Ap                 | Bph                      | Bp                 | Bpt                | Bp                 | Bpt                | Bp                 | Bpt                | Bp                 | Bpt                | Bp                 | Bpt                | Bpd                  |
| 車種       | 車種         | 2等車 (機関車連結側) | 1等車              | 1等車              | 2等車 (バリアフリー対応) | 2等車              | 2等車              | 2等車              | 2等車              | 2等車              | 2等車              | 2等車              | 2等車              | 2等車              | 2等車              | 2等車 (機関車連結側) |
| 定員       | 1等座席      |                      | 22人               | 28人               |                          |                    |                    |                    |                    |                    |                    |                    |                    |                    |                    |                      |
| 定員       | 2等座席      | 36人                 |                    |                    | 10人                     | 40人               | 32人               | 40人               | 32人               | 40人               | 32人               | 40人               | 32人               | 40人               | 32人               | 36人                 |
| 定員       | 折り畳み座席 | 11人分               |                    |                    |                          |                    |                    |                    |                    |                    |                    |                    |                    |                    |                    | 11人分               |
| 設備       | 設備         | フリースペース       | トイレ             |                    | 多目的トイレ 自動販売機  |                    | トイレ             |                    | トイレ             |                    | トイレ             |                    | トイレ             |                    | トイレ             | フリースペース       |
| 備考・参考 | 備考・参考   | [ 8 ] [ 9 ] [ 10 ]   | [ 8 ] [ 9 ] [ 10 ] | [ 8 ] [ 9 ] [ 10 ] | [ 8 ] [ 9 ] [ 10 ]       | [ 8 ] [ 9 ] [ 10 ] | [ 8 ] [ 9 ] [ 10 ] | [ 8 ] [ 9 ] [ 10 ] | [ 8 ] [ 9 ] [ 10 ] | [ 8 ] [ 9 ] [ 10 ] | [ 8 ] [ 9 ] [ 10 ] | [ 8 ] [ 9 ] [ 10 ] | [ 8 ] [ 9 ] [ 10 ] | [ 8 ] [ 9 ] [ 10 ] | [ 8 ] [ 9 ] [ 10 ] | [ 8 ] [ 9 ] [ 10 ]   |

## エジプト

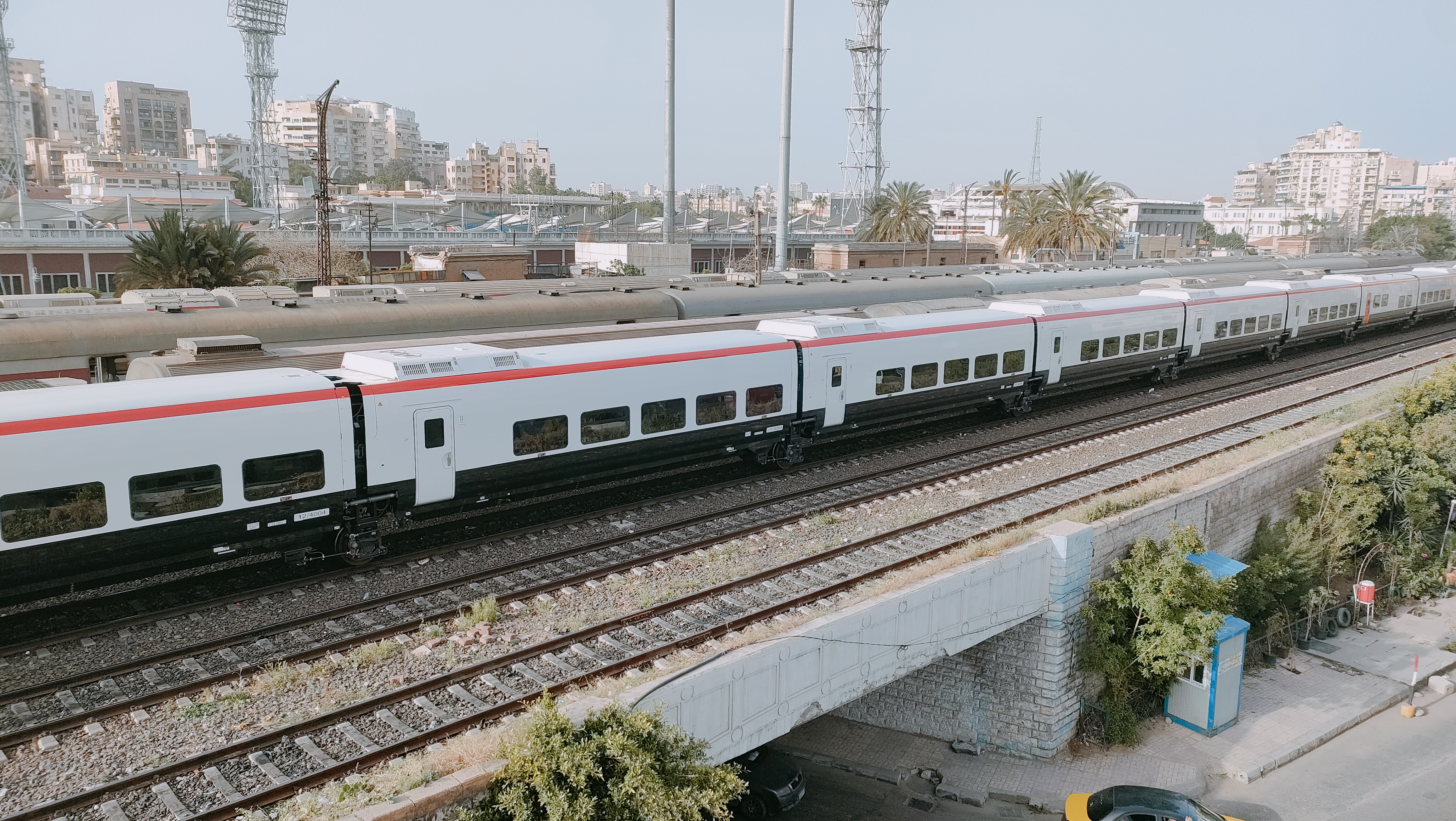
タルゴ230（エジプト向け車両）
（2023年撮影）

2019年、タルゴ社はエジプトの国有鉄道であるエジプト鉄道向けに、タルゴ230を6編成製造する契約を獲得した事を発表した。編成は15両編成で、うち端部に連結される1両は電源車、中間に連結される1両はカフェテリアとバリアフリー対応の座席（2等座席）が設置された合造車で、それを除いた編成内の1等車は5両、2等車は8両である。定員は最大492人で、営業時の最高速度は160 km/hである。
車体設計や内装は乾燥・高温地帯での走行に対応したものになっており、車内は空調に加えてwi-fiへの対応装置が完備されている。また、1等車にはLED式の情報スクリーンが座席背面裏側に設置されている。
首都・カイロやアレクサンドリア、アスワンなど主要都市を結ぶ列車向けに製造が実施され、2022年12月に営業運転を開始した。全6編成の納入は予定よりも早い翌2023年までに完了している。
また、タルゴ社は2022年に夜行列車向けとして新たに7編成の発注を獲得しており、2024年以降エジプトへの納入が行われる予定となっている。

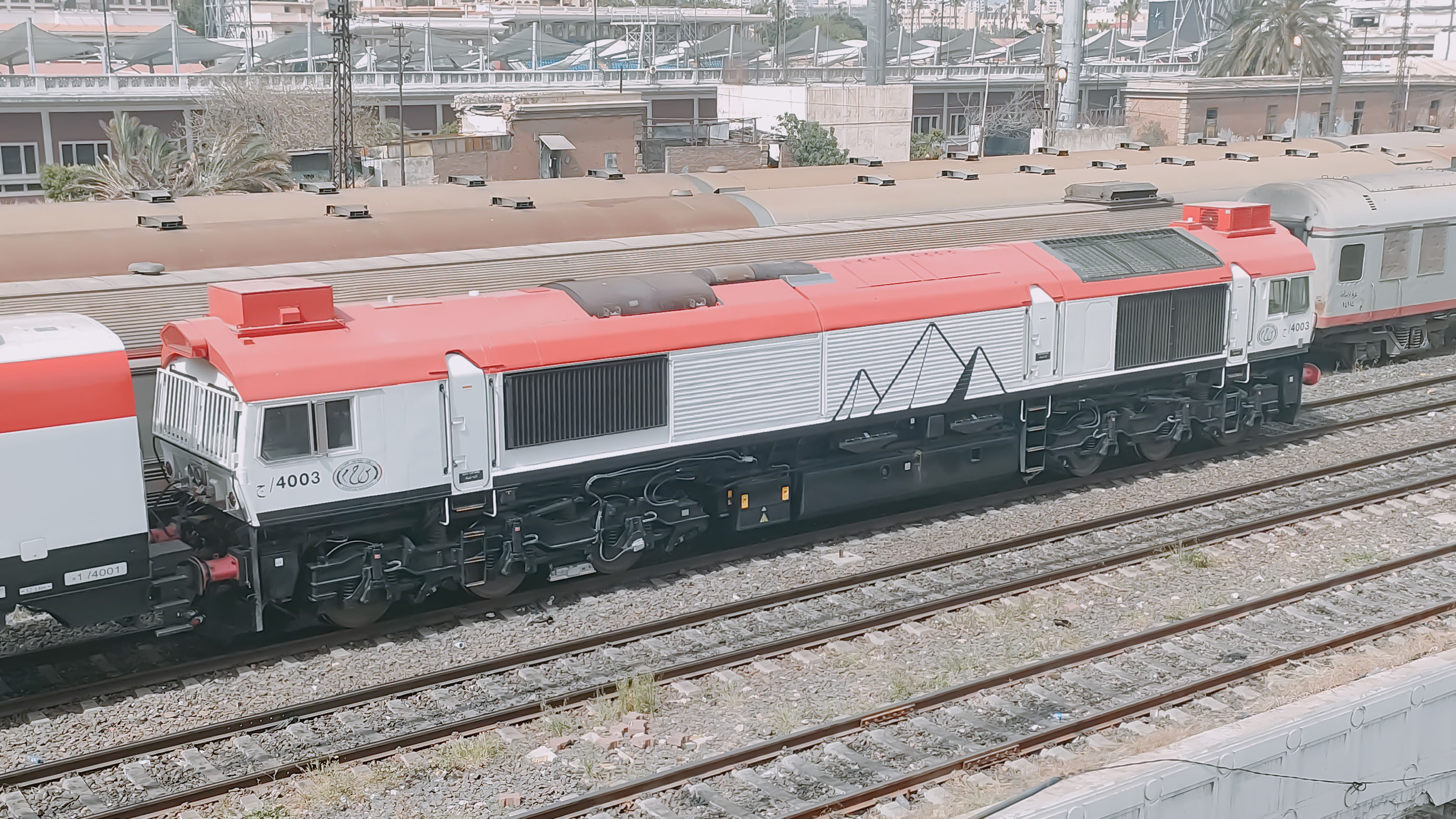
エジプトのタルゴ230はディーゼル機関車に牽引される（2023年撮影）

## ブルガリア
2024年、タルゴ社はブルガリア国内の鉄道で進行中の旅客列車の近代化計画の一環として、タルゴ230を合計20編成製造する事を発表した。「インターシティBG（Intercity BG）」と名付けられるこれらの編成は総定員390人で、既存の客車列車から軽量化される事によるエネルギー消費量削減や加減速時間の短縮が図られる。また、ドイツ向けの「ICE L」やデンマーク向け車両（2次車）と同様に制御客車が編成の一端に連結されており、起終点での機関車の位置変更（機回し）が不要となっている。また、製造時には人工知能技術を応用したメンテナンスの強化・省力化機構の搭載も検討されている。